# Pollia sambiranensis
Pollia sambiranensis är en himmelsblomsväxtart som beskrevs av Joseph Marie Henry Alfred Perrier de la Bâthie. Pollia sambiranensis ingår i släktet Pollia och familjen himmelsblomsväxter. Inga underarter finns listade.